# Silniční správní úřad
Silniční správní úřad je správní úřad s působností ve věcech pozemních komunikací.

## Česká republika

### Silniční správní úřady
V současné době v České republice vykonávají působnost silničního správního úřadu podle Zákona o pozemních komunikacích (13/1997 Sb.)
- Ministerstvo dopravy ve věcech dálnic, dříve též ve věcech rychlostních silnic; rozhoduje též o zařazení pozemní komunikace do kategorie silnice I. třídy, o změně této kategorie nebo o zrušení silnice I. třídy; povoluje zvláštní užívání silnic formou přepravy zvlášť těžkých nebo rozměrných předmětů a užívání vozidel, jejichž rozměry nebo hmotnost přesahují míru stanovenou zvláštními předpisy, pokud přeprava přesahuje hranice jednoho kraje.
- krajské úřady ve věcech silnic I. třídy, v minulosti s výjimkou rychlostních; ve vztahu k silnicím II. a III. třídy rozhoduje o jejich kategorizaci nebo zrušení a povoluje zvláštní užívání silnic II. a III. třídy formou přepravy zvlášť těžkých nebo rozměrných předmětů a užívání vozidel, jejichž rozměry nebo hmotnost přesahují míru stanovenou zvláštními předpisy, pokud trasa přepravy nepřesahuje územní obvod kraje,
- obecní úřady obcí s rozšířenou působností ve věcech silnic II. a III. třídy a  veřejně přístupných účelových komunikací
- obecní úřady ve věcech místních komunikací,

pokud zákon pro určité případy nestanoví, že tuto působnost v určitém směru vykonává jiný správní úřad. Například působnost speciálního stavebního úřadu pro místní komunikace nevykonávají obecní úřady obcí 1. stupně, ale obecní úřady obcí s rozšířenou působností. Těm také přísluší projednávání přestupků na všech kategoriích pozemních komunikací. 
Zvláštností právní úpravy po jedné z novelizací, která veřejně přístupné účelové komunikace přiblížila veřejnoprávnímu režimu, je, že veřejně přístupné účelové komunikace spadají pod vyšší stupeň úřadu než místní komunikace, ač obecně jsou účelové komunikace považovány za „nižší“ kategorii než místní. 
Silniční správní úřad vykonává zejména působnost podle zákona o pozemních komunikacích (t. j. silničního zákona):
- rozhoduje o zařazení pozemní komunikace do kategorie a její třídy nebo o změně kategorie nebo třídy (§ 3 zák. 13/1997 Sb.)
- rozhoduje o zrušení dálnice, silnice nebo místní komunikace (§ 18)
- rozhoduje o omezení veřejného přístupu na účelovou komunikaci, a v případě pochybností o tom, zda z hlediska pozemní komunikace jde o uzavřený prostor nebo objekt (§ 7)
- navrhuje příslušnému stavebnímu úřadu určení hranice souvislého zastavění pro účely vymezení délky průjezdního úseku dálnice nebo průjezdního úseku silnice, pokud není obsažena ve schválené územně plánovací dokumentaci (§ 8)
- vydává povolení k připojení komunikace nebo sousední nemovitosti k dálnici, silnici nebo místní komunikaci  (§ 10)
- odpovídá za bezpečnost provozu tunelu o délce přesahující 500 metrů, sestavuje bezpečnostní dokumentaci a vyhotovuje zprávy o mimořádných událostech v těchto tunelech (§ 12a)
- může navrhovat vlastníkovi nebo správci komunikace kácení dřevin na silničních pozemcích (§ 15)
- je speciálním stavebním úřadem pro stavbu dálnice, silnice, místní komunikace a veřejně přístupné účelové komunikace (§ 16)
- opatřením obecné povahy (v němž stanoví přechodnou úpravu provozu) dočasně zakáže nebo omezí stání nebo zastavení silničních vozidel na místní komunikaci nebo průjezdním úseku silnice nebo na jejich části, je-li to nezbytné z důvodu zajištění bezpečnosti státu, veřejného pořádku, bezpečnosti a plynulosti silničního provozu, stavebních prací nebo údržby nebo z důvodu přírodních katastrof nebo jiných mimořádných událostí a odstraňování jejich následků. (§ 19a)
- povoluje prodej nevyzvednutého vozidla odtaženého v souvislosti s dočasným zákazem stání (§ 19b odst. 3) nebo odtaženého jako vrak či nezpůsobilé vozidlo (§ 19d odst. 4) ve veřejné dražbě
- ukládá provozovateli vraku nebo nezpůsobilého vozidla nebo vlastníkovi vozidla evidovaného jako zaniklé povinnost odstranit vozidlo z komunikace nebo z místa, kam bylo odtaženo, a provádí ohledání odstaveného vozidla, v rámci kterého má právo otevřít uzamčené vozidlo i bez přítomnosti jeho provozovatele (§ 19c, § 19d)
- má právo si písemně vyžádat údaje z evidence údajů o mýtném od provozovatele systému elektronického mýtného (§ 22c odst. 3)
- rozhoduje o uzavírce a objížďce a oznamuje toto rozhodnutí Hasičskému záchrannému sboru ČR, poskytovatelům zdravotnické záchranné služby, dopravcům v linkové osobní dopravě, případně ministerstvu vnitra, policii ČR či provozovateli systému elektronického mýtného (§ 24)
- povoluje zvláštní užívání dálnic, silnic a místních komunikací (včetně povolení ke zřízení a provozování reklamních zařízení) a o odnětí nebo změně tohoto povolení; vyzývá vlastníka neoprávněně umístěného reklamního zařízení k jeho odstranění, zajišťuje zakrytí, odstranění a likvidaci, pokud vlastník výzvě nevyhoví. (§ 25)
- vydává povolení k umístění reklamního zařízení v ochranném pásmu komunikace, rozhoduje o odnětí či změně povolení, vyzývá vlastníka k odstranění neoprávněně umístěného zařízení, zajišťuje zakrytí, odstranění a likvidaci, pokud vlastník výzvě nevyhoví. (§ 31)
- povoluje umístění pevné překážky na pozemní komunikaci, a stanoví lhůtu pro odstranění nepovolených pevných překážek (§ 29)
- zveřejňuje údaje z rozhodnutí o uzavírkách a objížďkách a z povolení zvláštního užívání prostřednictvím Centrální evidence pozemních komunikací způsobem umožňujícím dálkový přístup (§ 29a)
- vydává povolení k umístění staveb nebo provádění terénních úprav v silničních ochranných pásmech nebo vydává závazné stanovisko ve společném územním a stavebním řízení (§ 32)
- rozhoduje o nezbytných opatřeních k zabránění sesuvů půdy, padání kamenů, lavin a stromů nebo jejich částí – o rozsahu, způsobu a o tom, kdo je provede (§ 35 odst. 1)
- zjišťuje zdroje ohrožování dálnice, silnice a místní komunikace a zdroje rušení silničního provozu na nich, nařizuje provozovateli nebo vlastníku zdroje jeho odstranění a nevyhoví-li, rozhodne o jeho odstranění (§ 35 odst. 2)
- vydává rozhodnutí o zřízení věcného břemene a jednorázové výši úhrady v případě umístění dopravních značek, světelných signálů, dopravních zařízení a zařízení pro provozní informace na sousedící nemovitosti (§ 35 odst. 3)
- povoluje úrovňové křížení pozemní komunikace s jinou dráhou než tramvajovou nebo trolejbusovou nebo vlečkou a rozhoduje o případných střetech zájmů v případě vedení jiné dráhy než tramvajové nebo trolejbusové po pozemní komunikaci (§ 37)
- povoluje zrušení přejezdu, pokud je možné použít jinou vhodnou trasu (§ 37a)
- je povinen zaujmout stanovisko ke stanovení tras staveništní dopravy nebo o vybudování objížďky v případě velkých staveb, rozsáhlých těžebních pracích nebo terénních úpravách, pokud nedojde k dohodě (§ 38)
- vykonává státní dozor na dálnicích, silnicích, místních komunikacích a veřejně přístupných účelových komunikacích (§ 41 odst. 1)

### Další související kompetence
Zákon o provozu na pozemních komunikacích (Zákon o silničním provozu) svěřuje některé kompetence (například schvalování místní a přechodné úpravy provozu dopravními značkami a dopravními zařízeními) podobným úřadům a podle podobných kritérií, avšak neužívá přitom termínu „silniční správní úřad“. Rozhodování o místní a přechodné úpravě provozu na místních a účelových komunikacích však zákon nesvěřuje obecním úřadům obcí I. stupně, ale obcím s rozšířenou působností. 
Podobně také působnost speciálního stavebního úřadu pro pozemní komunikace a stavby na nich nevykonávají úřady obcí I. stupně, ale úřady obcí s rozšířenou působností nebo vyšší.